# Wenzel von Wurm
Wenzel von Wurm, född 27 februari 1859 i Prag-Karolinental, död 21 mars 1921 i Wien, var en österrikisk friherre och militär.
Efter att ha tjänstgjort vid ingenjörkåren och i generalstaben befordrades von Wurm 1910 till generalmajor och var vid första världskrigets utbrott fälttygmästare och chef för 16:e armékåren (Dubrovnik). År 1917 blev han generalöverste och chef för första Isonzoarmén (tillhörande Svetozar Borojević von Bojnas armégrupp). I slaget vid Piave den 15–23 juni 1918 utförde han huvudanfallet över nedre Piave, men tvingades i slutet av oktober anträda återtåget. Han erhöll avsked den 1 december samma år.